# Dương Hồng Từ
Dương Hồng Từ (sinh năm 1941) là nhà nghiên cứu âm nhạc dân gian, nhạc sĩ Việt Nam, được tặng Giải thưởng Nhà nước về Văn học Nghệ thuật năm 2022.

## Tiểu sử
Dương Hồng Từ sinh năm 1941 ở huyện Đô Lương, tỉnh Nghệ An. Năm 1960, sau khi học xong cấp 2, ông nhập ngũ, được biên chế vào lực lượng bộ đội biên phòng, đóng quân chủ yếu ở vùng biên giới Việt – Lào ở phía tây Nghệ An. Vào quân ngũ, thấy ông có năng khiếu và yêu thích âm nhạc nên cấp trên đã cho ông tham gia một số lớp bồi dưỡng về âm nhạc ở Hà Nội, đưa ông vào đoàn văn công của bộ đội biên phòng. Vừa công tác ông vừa học bổ túc và tốt nghiệp cấp 3.
Năm 1973, ông chuyển ngành về làm giáo viên âm nhạc tại Trường Văn hóa Nghệ thuật Nghệ An. Năm 1975, ông thi đậu và theo học tại Nhạc viện Hà Nội. Năm 1981, tốt nghiệp, ông về công tác tại Sở Văn hóa Nghệ An cho đến 2002 thì nghỉ hưu.
Ông là hội viên Hội Văn học Nghệ thuật tỉnh Nghệ An.

## Sự nghiệp
Dương Hồng Từ đã từng sáng tác một số ca khúc khi đang công tác trong lực lượng vũ trang. Nhưng đóng góp lớn nhất của ông cho nền âm nhạc, cho văn hóa quê hương là ông đã dày công sưu tầm, nghiên cứu văn hóa dân gian các dân tộc thiểu số.
Ông đã có tới 4 cuốn sách viết về văn hóa dân gian, đặc biệt là âm nhạc dân gian của đồng bào Mông, Thổ, Thái. Đó là cuốn: Âm nhạc dân gian dân tộc Thái,  Âm nhạc dân gian dân tộc Mông, Văn hóa dân gian người Mông ở Nghệ An, Văn hóa cổ truyền dân tộc Thổ ở Nghệ An.
Sách "Âm nhạc dân gian dân tộc Thái ở Nghệ An" là công trình chuyên khảo đầu tiên về âm nhạc dân gian dân tộc Thái ở Nghệ An. Đến nay, chưa có công trình nào về âm nhạc dân gian Thái ở Nghệ An giới thiệu được số lượng bài dân ca vừa có hệ thống các làn điệu, vừa có đầy đủ các loại hình ở các vùng miền địa phương có người Thái cư trú như cuốn sách này.
Sách "Âm nhạc dân gian dân tộc Mông ở Nghệ An" là một công trình khoa học với đầy đủ ý nghĩa; đây là những tư liệu quý, nhằm giới thiệu vốn văn hóa cổ truyền của một dân tộc, vốn văn hóa ấy đang có nguy cơ bị mai một trước xu thế hòa nhập toàn cầu. Tác giả đã có nhiều thời gian tích lũy vốn âm nhạc cổ truyền của dân tộc Mông nên đã vượt nhiều khó khăn để sưu tầm, ghi chép một cách có ý thức, khoa học nhằm thu thập được nhiều tư liệu trung thực, khách quan. Để có cuốn sách này, ngoài sự hiểu biết về phong tục tập quán, tác giả phải có trình độ chuyên môn vững vàng với tai nghe âm thanh chuẩn xác để ghi âm, phải kiên trì chịu khó để chuyển từ băng tiếng ra các bài ca, bản nhạc và hệ thống lại một cách hợp lý để người đọc dễ khái quát, dễ hình dung ra các bước tiến hành những nghi lễ, nghi thức theo phong tục cổ truyền của người Mông. Tác giả cũng đã sưu tập thêm một số bài ca, bản nhạc của người Mông ở các vùng khác để so sánh, đối chiếu làm nổi rõ những đặc trưng của dân ca, dân nhạc người Mông ở Nghệ An.
Những cuốn sách nói trên đều được Dương Hồng Từ hoàn thành và xuất bản sau khi đã nghỉ hưu, trong đó cuốn đầu tiên ra mắt vào năm 2005. Cả 4 công trình bằng sách của ông đều giành được những giải thưởng: hai cuốn sách Âm nhạc dân gian dân tộc Thái ở Nghệ An và Âm nhạc dân gian dân tộc Mông ở Nghệ An đều đạt giải B - Giải thưởng Hội Nhạc sỹ Việt Nam. Cuốn Văn hóa cổ truyền người Mông ở Nghệ An đạt giải B Giải thưởng Hồ Xuân Hương về Văn học Nghệ thuật của tỉnh Nghệ An năm 2015. Cuốn thứ 4, Văn hóa cổ truyền dân tộc Thổ ở Nghệ An cũng đạt giải B - Giải thưởng Hồ Xuân Hương lần thứ VI năm 2022.
Năm 2022, ông được trao tặng Giải thưởng Nhà nước về Văn học Nghệ thuật với các sách Âm nhạc dân gian dân tộc Thái ở Nghệ An và Âm nhạc dân gian dân tộc Mông ở Nghệ An.

## Tác phẩm chính

### Sách
- Âm nhạc dân gian dân tộc Thái ở Nghệ An
- Âm nhạc dân gian dân tộc Mông ở Nghệ An
- Văn hóa cổ truyền người Mông ở Nghệ An
- Văn hóa cổ truyền dân tộc Thổ ở Nghệ An

## Giải thưởng
- Hai giải B - Giải thưởng Hội Nhạc sĩ Việt Nam
- Giải B - Giải thưởng Hồ Xuân Hương về Văn học Nghệ thuật của tỉnh Nghệ An năm 2015
- Giải B - Giải thưởng Hồ Xuân Hương lần thứ VI năm 2022

## Vinh danh
- Giải thưởng Nhà nước về Văn học Nghệ thuật (2022)